# ダイナー (写真レンズ)
ダイナー（Dynar ）はフォクトレンダーの写真レンズの名称。
3群5枚。派生型としてテレダイナー（Tele-Dynar ）、ダイナレックス（Dynarex ）、スーパーダイナレックス（Super-Dynarex ）、ダイナロン（Dynaron ）がある。

## 製品一覧

### 大判用・テレダイナー
- テレダイナー20cmF6.3[1]
- テレダイナー25.5cmF6.3
- テレダイナー32cmF6.3[1]